# Oerlikon
Oerlikon je četvrt švicarskog grada Züricha. Do 1934. je bio samostalna općina u kantonu Zürich.
U Oerlikonu se nalaze ciriški sajam (Messe Zürich) i dvorana Hallenstadion.

## Povijest
Ime je dobio po patronimskom, alemanskom imenu Orilo, a prvi puta se spominje u dokumentima 942. godine kao Orlinchowa.
Danas je to najbrže rastuća gradska četvrt Züricha.

## Galerija slika
- Hotel Swissôtel
- Unutrašnjost MFO parka
- Svitanje u Oerlikonu
- Kolodvor Oerlikon
- Stambeno naselje Binzmühle, djelo arhitekta Justusa Dahindena iz 2005.

## Vanjske poveznice
- Službena stranica (njem.)